# 안테노르

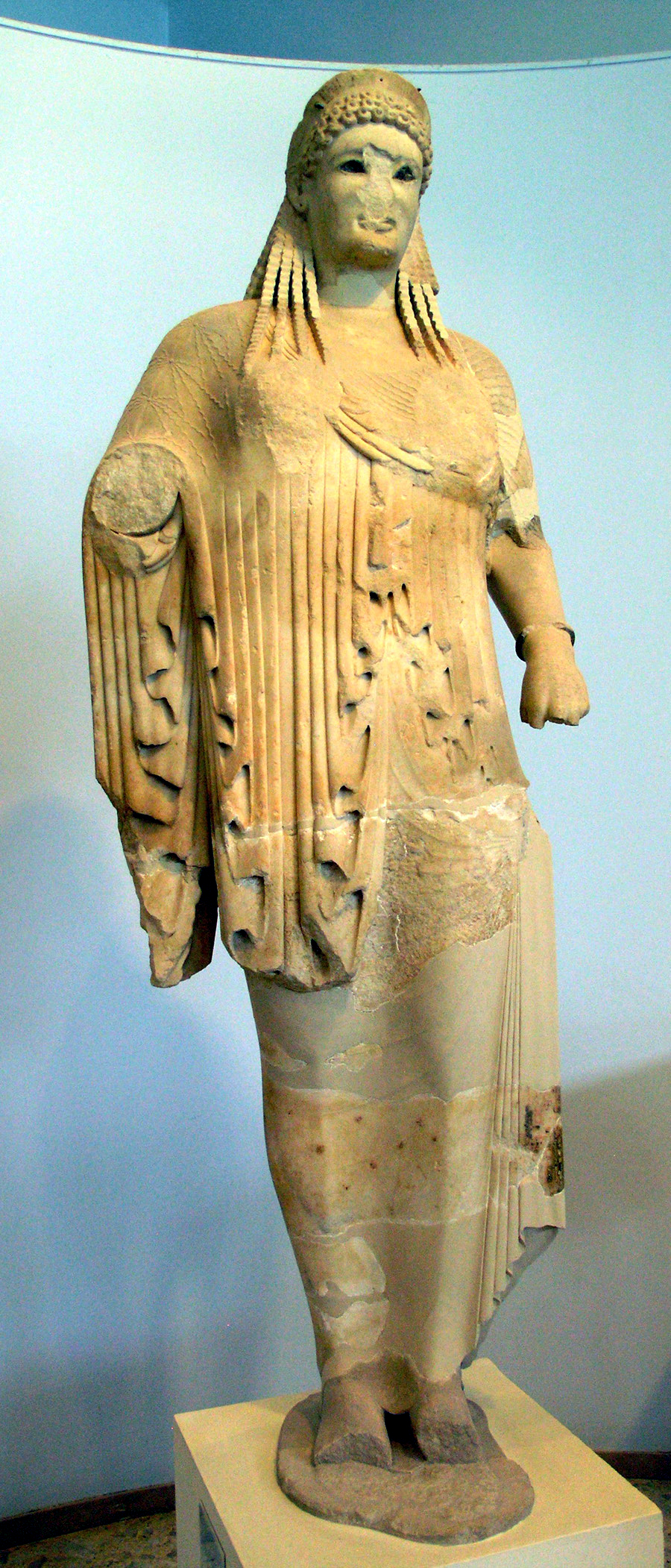

안테노르(Ἀντήνωρ)는 기원전 6세기 후반의 고대 아테나이의 조각가이다. 그의 이름은 안테노르라는 신화의 인물의 이름을 따서 지어졌다.

## 참고 문헌
- Horace, Epp. i. 2. 9.
- Livy i. 1.
- Pindar, Pythia, v. 83.
- Pausanias, 1.8.5
- E. A Gardner's Handbook of Greek Sculpture, i. p. 182.

## 같이 보기
- 그리스 미술